# Jesse Lazear

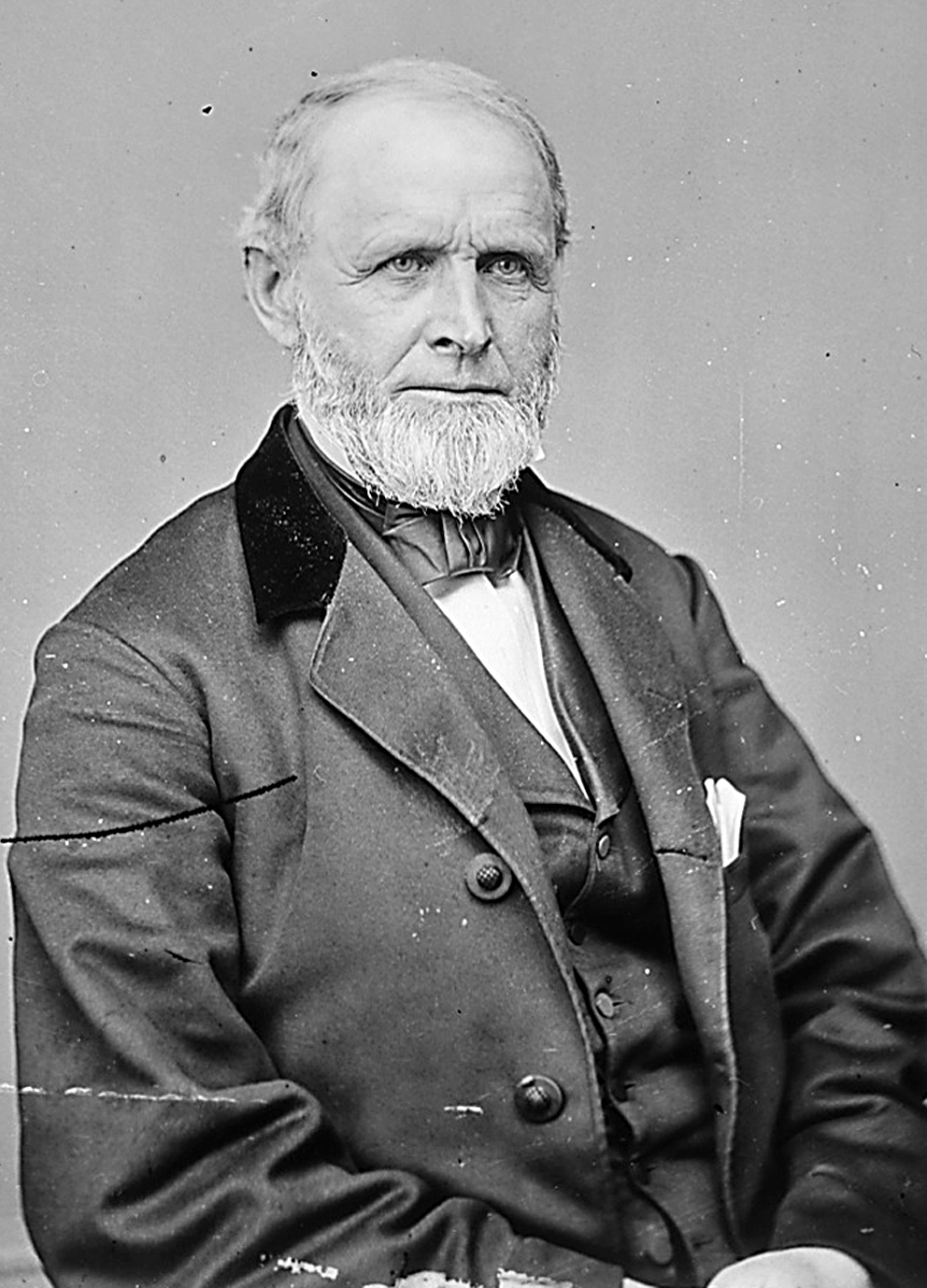
Jesse Lazear

Jesse Lazear (* 12. Dezember 1804 im Greene County, Pennsylvania; † 2. September 1877 im Baltimore County, Maryland) war ein US-amerikanischer Politiker. Zwischen 1861 und 1865 vertrat er den Bundesstaat Pennsylvania im US-Repräsentantenhaus.

## Werdegang
Jesse Lazear erhielt nur eine eingeschränkte Schulausbildung. Danach arbeitete er für kurze Zeit als Lehrer und im Handel. Zwischen 1829 und 1832 war er bei der Verwaltung im Greene County angestellt. Zwischen 1835 und 1867, mit der Unterbrechung während seiner Zeit als Kongressabgeordneter, war er Kassierer bei der Farmers & Drovers’ Bank in Waynesburg. Politisch war er Mitglied der Demokratischen Partei.
Bei den Kongresswahlen des Jahres 1860 wurde Lazear im 20. Wahlbezirk von Pennsylvania in das US-Repräsentantenhaus in Washington, D.C. gewählt, wo er am 4. März 1861 die Nachfolge von William Montgomery antrat. Nach einer Wiederwahl im 24. Distrikt seines Staates konnte er bis zum 3. März 1865 zwei Legislaturperioden im Kongress absolvieren. Zwischen 1861 und 1863 war Lazear Vorsitzender des Ausschusses zur Kontrolle der Ausgaben für öffentliche Liegenschaften. Seine Zeit als Abgeordneter war von den Ereignissen des Bürgerkrieges geprägt. Im Jahr 1864 verzichtete er auf eine weitere Kandidatur.
Im August 1866 nahm Lazear als Delegierter an der National Union Convention in Philadelphia teil. Seit 1867 lebte er auf seinem Anwesen Windsor Mill Farm im Baltimore County in Maryland. Zwischen 1871 und 1874 war er Präsident der Eisenbahngesellschaft Baltimore & Powhatan Railroad Co. Er starb am 2. September 1877 auf seinem Anwesen in Maryland.